# Hiers-Brouage

Hiers-Brouage este o comună în departamentul Charente-Maritime, Franța. În 1 ianuarie 2018 avea o populație de 613 de locuitori.